# HK Neman Hrodna
L'HK Neman Hrodna (ХК Неман) è una squadra di hockey su ghiaccio bielorussa. Milita nella Extraliga bielorussa.

## Palmarès

### Competizioni nazionali
- Extraliga bielorussa: 5

1998, 1999, 2001, 2013 e 2014.
- Coppa di Bielorussia: 1

2015.

### Competizioni internazionali
- Eastern European Hockey League: 1

1996.
- IIHF Continental Cup: 1

2015.